# Brabourne Lees
Brabourne Lees est un village de la paroisse civile de Brabourne, dans le borough de Ashford dans le Kent, en Angleterre,. Le village (centre) est situé à moins de 5 milles (8 km) à l'est du centre-ville d'Ashford. Par la route, il s'agit d'un trajet d'environ 10 km.

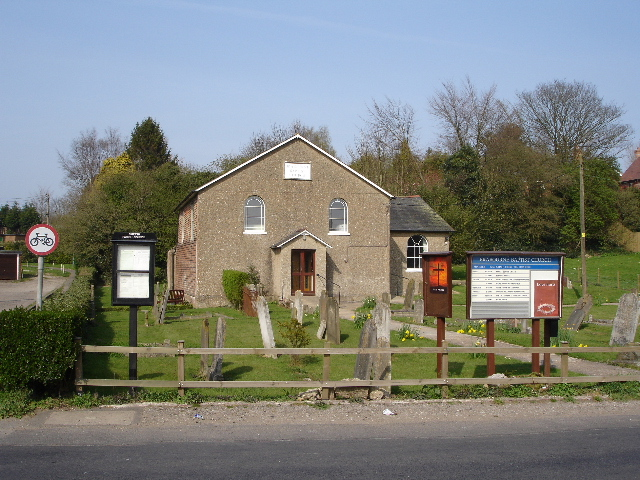
Église baptiste

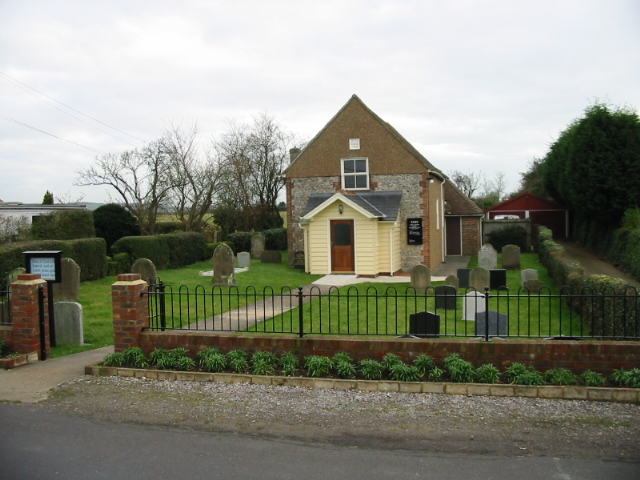
Chapelle de Zion

Le village a été construit sur d'anciens pâturages ("lees") au pied des North Downs. L'église baptiste de Brabourne est à la jonction de Calland et de Plain Road ; il y a aussi une chapelle Baptisme réformé de Zion au nord-est du village, sur Canterbury Road.